# 佛氏擬寄居蟹
佛氏擬寄居蟹（学名：Parapagurus furici）为擬寄居蟹科擬寄居蟹屬下的一个种。